# Hörschbach (Murr)
Der Hörschbach ist ein mit seinem längeren Oberlauf Mähderbach gut 5 km langer Bach im Rems-Murr-Kreis im nordöstlichen Baden-Württemberg, der in Murrhardt von links und Süden in die Murr mündet. Der rechte Quellbach heißt Langenwaldbach. Weithin bekannt ist der Hörschbach durch zwei Wasserfälle, den oberen Hinteren und den unteren Vorderen Wasserfall.

## Geographie

### Verlauf
Der Hörschbach entspringt im südlichen Murrhardter Wald und läuft recht beständig in nördlicher Richtung. Er speist sich aus zwei Bächen, von denen der linke Mähderbach genannt wird und der rechte Langenwaldbach; beide entspringen auf der Hochfläche des Murrhardter Walds nördlich und östlich von Sechselberg (Gemeinde Althütte). Das Wasser des linken Baches besteht größtenteils aus geklärtem Abwasser der Gemeinde Sechselberg, da der Bach der Kläranlage als Vorfluter dient. Die Bäche fließen zu beiden Seiten des Hörschhofs in nördliche Richtung, bis sie nach etwa einem Kilometer Lauf am Waldrand beginnen, sich in die Hochfläche tief einzuschneiden. Das starke Gefälle an diesen Stellen gab Anlass zur Errichtung zweier Sägmühlen, der Rottmannsberger Sägmühle am linken und der Hörschhofer Sägmühle am rechten Bach.
Innerhalb der nächsten 600 Meter verlieren beide Bäche 40 Meter an Höhe und vereinigen sich beim Hinteren Wasserfall. Dabei fällt der linke Bach über eine harte Kieselsandsteinbank zunächst drei Meter im freien Fall und dann in Kaskaden weitere neun Meter in die Tiefe. Unten angekommen, trifft er auf den rechten Quellbach, der über einen eigenen, kleineren Wasserfall in die Schlucht stürzt. Am linken Bach liegt unmittelbar oberhalb des Wasserfalls ein Staubecken, das mit einer kleinen Klappe (im Volksmund „Kläpple“ genannt) entleert werden kann, um auch bei Niedrigwasser für kurze Zeit einen beeindruckenden, durch versetzte Fallstufen gischtreichen Wasserfall beobachten zu können.
Der nunmehr vereinte Bach fließt in nördliche Richtung durch eine enge Schlucht weiter. Auf diesem zwei Kilometer langen Abschnitt begleitet ihn ein schmaler, unbefestigter Pfad, der nur mit festem Schuhwerk begangen werden kann und zeitweilig auch über Trittsteine im Wasser führt. Auf diesem Abschnitt am Bach sind vielfach Wanderer unterwegs, verbindet er doch den Hinteren mit dem Vorderen Wasserfall, der am unteren Ende des Pfads liegt. Hier stürzt der Hörschbach über eine erosionsresistente Schicht des Gipskeupers 5 m in einer Hohlkehle in die Tiefe.
Weniger als einen Kilometer danach verlässt der Hörschbach den Wald und mündet bald im westlichen Siedlungsbereich der Stadt Murrhardt in die von Osten kommende Murr.

### Einzugsgebiet
Der Hörschbach entwässert eine Fläche von 8,8 km², die weit überwiegend im Murrhardter Wald liegt, mit dem untersten Teilen wenig vor der Mündung im Murrtal, naturräumlich gesehen beides Unterräume der Schwäbisch-Fränkischen Waldberge. Der höchste Punkt liegt über dem Althüttener Gallenhof auf etwa 567 m ü. NHN bei einem Wasserreservoir am Nordhang des Hohensteins, der am Gipfel 572 m ü. NHN erreicht.
Die rechte Wasserscheide von diesem bis zur Mündung trennt anfangs von den Einzugsgebieten der obersten Quellbächen der Murr im Osten, nach dem Gipfel des Hoblersbergs (539,2 m ü. NHN) dann von dem des wenig aufwärts des Hörschbachs ebenfalls im Siedlungsbereich von Murrhardt in die obere Murr mündenden Großkehbachs. Entlang der linken Wasserscheide vom Hohenstein bis zur Mündung konkurrieren nacheinander erst im Südwesten der rechte Oberlauf Glaitenbach des großen Zuflusses Weißach der mittleren Murr, sodann der tiefere Weißach-Zufluss Brüdenbach im Westen, im Nordwesten der als letztere größerer Bach noch von links in die obere Murr einfließende Eschelbach, fast alle über Nebenbäche. Jenseits der Nordgrenze des Einzugsgebietes laufen schließlich auf dieser Seite des Hörschbachs nur unbedeutende Hangbäche zur Murr.

### Zuflüsse und Seen
Hierarchische Liste der Zuflüsse und  Seen von der Quelle zur Mündung. Gewässerlänge, Seefläche, Einzugsgebiet und Höhe nach den entsprechenden Layern auf der Onlinekarte der LUBW. Andere Quellen für die Angaben sind vermerkt. Auswahl.
Zusammenfluss des Hörschbachs auf etwa 410 m ü. NHN unterm Hinteren Wasserfall in der beginnenden Hörschbachschlucht etwa 0,7 km nordwestlich des Hörschhofs.
- Mähderbach, linker und südlicher Hauptstrang-Oberlauf, 2,1 km und ca. 2,1 km². Entsteht auf etwa 483 m ü. NHN am Nordrand von Sechselberg (48° 56′ 43″ N, 9° 32′ 59″ O).
  - (Zufluss aus einem Wäldchen), von rechts und Osten auf etwa 468 m ü. NHN an der Sechselberger Kläranlage, 0,4 km und ca. 0,2 km². Entsteht auf unter 490 m ü. NHN westlich des Waldsportplatzes nördlich von Gallenhof.
  - Seebach, von links und auf etwa 451 m ü. NHN an der Rottmannsberger Sägmühle, 1,0 km und ca. 0,7 km². Entsteht auf unter 485 m ü. NHN wenig nordwestlich von Sechselberg am Rand des Wäldles.
  - Hinterer Wasserfall (des Mähderbachs), weniger als 0,2 km vor dem Zusammenfluss.

- Langenwaldbach, vielleicht (nur am Oberlauf?) auch Mähderbach[LUBW 7], rechter und südöstlicher Oberlauf, 1,8 km und ca. 1,3 km². Entsteht auf etwa 493 m ü. NHN am Waldrand nördlich von Gallenhof.
  - (Waldbach), von rechts und Ostnordosten auf etwa 467 m ü. NHN neben der Straße Fautspach–Hörschhof, 0,6 km und ca. 0,2 km². Entsteht auf etwa 488 m ü. NHN im Waldgewann Storchwiese am Südfuß des Hoblersbergs.
  - (Waldbach), von rechts und Ostnordosten auf etwa 464 m ü. NHN wieder im Wald unterhalb der genannten Straße, 0,4 km und unter 0,1 km². Entsteht auf etwa 505 m ü. NHN am Südwesthang des Hoblersberg im Waldgewann Langenwald.
  - (Waldbach), von rechts und Ostnordosten auf etwa 462 m ü. NHN am Beginn der kleinen Lichtung an der Hörschhofer Sägmühle, 0,6 km und ca. 0,1 km². Entsteht auf etwa 510 m ü. NHN am Südwesthang des Hoblersberg im Waldgewann Langenwald.
  - (Waldbach), von rechts und Ostnordosten auf etwa 445 m ü. NHN wieder im Wald unterhalb der kleinen Lichtung, 0,6 km und unter 0,2 km². Entsteht auf etwa 515 m ü. NHN am Westabfall des Hoblersberg im Waldgewann Hoblersberg.
  - Hinterer Wasserfall (des Langenwaldbachs), weniger als 0,1 km vor dem Zusammenfluss.
- (Waldklingenbach), von rechts und Ostsüdosten auf etwa 380 m ü. NHN in der Hörschbachschlucht, 0,6 km und ca. 0,4 km². Entspringt auf etwa 485 m ü. NHN am Nordwesthang des Hoblersberg im Waldgewann Mühlhalde neben dem Waldweg Hörschhofer Sägmühle-Waltersberg.

- Saubächle, von links und Westnordwesten auf über 360 m ü. NHN in der Hörschbachschlucht, 1,5 km und ca. 0,8 km². Entsteht auf etwa 483 m ü. NHN im Waldgewann Kohl zwischen den Rodungsinsels um den Trailhof und um Siebenknie.
- Vorderer Wasserfall
- Seebach, von links auf etwa 322 m ü. NHN an der ehemaligen Hörschbachmühle, 2,0 km und ca. 1,1 km². Entsteht auf etwa 485 m ü. NHN etwas südwestlich von Siebenknie am Waldrand.
  -  Durchfließt auf etwa 478 m ü. NHN etwas südöstlich von Siebenknie einen hinter einem Weg angestauten Teich, 0,1 ha.
- → (Abgang des Mühlkanals der Schwarzenmühle), nach rechts auf etwa 310 m ü. NHN gleich nach dem letzten Wechsel in die Flur.
- Siebenkniebach, von links auf etwa 298 m ü. NHN wnig unterhalb der Schwarzenmühle, 1,6 km und ca. 0,6 km². Entsteht unbeständig auf etwa 475 m ü. NHN an einer Feldweggabel wenig nordöstlich von Siebenknie.
- ← (Rücklauf des Mühlkanals der Schwarzenmühle), von rechts auf etwa 298 m ü. NHN wenige Meter nach dem vorigen, 0,3 km und unter 0,1 km².
- (Graben), von rechts und Südsüdosten auf etwa 292 m ü. NHN neben der K 1808 Siebenknie–Murrhardt, 0,8 km und ca. 0,2 km². Entsteht auf etwa 380 m ü. NHN am Waltersberg-Hang unter dem Wanderweg am mittleren Hang vom Vorderen Wasserfall nach Murrhardt.

Mündung des Hörschbachs von links und Westsüdwesten auf etwa 282 m ü. NHN im westlichen Stadtgebiet von Murrhardt in die obere Murr, etwas oberhalb der dortigen Murrbrücke der Murrbahn. Der Bach ist mit dem längeren linken Oberlauf Mähderbach 5,5 km, ab dessen Zusammenfluss mit dem rechten Oberlauf Langenwaldbach noch 3,3 km und entwässert ein 8,8 km² großes Gebiet.

## Geologie
Die Quellbäche des Hörschbachs entspringen im oberen Mittelkeuper über dem Kieselsandstein (Hassberge-Formation). Kurz vor ihrer Vereinigung fallen sie am Hinterem Wasserfall über harte Kieselsandsteinbänke. An den Fallstufen hat sich reichlich Sinterkalk abgelagert. Der Vordere Wasserfall weiter abwärts stürzt über eine von der dolomitisierten und deshalb erosionsresistenteren Corbula-Bank (früherer Name „Engelhofer Platte“) des tieferen Gipskeupers (Grabfeld-Formation) gebildete Abbruchkante. Der Gipskeuper ist auch die tiefste triassische Schicht im Einzugsgebiet. Der Bach mündet dann im quartär beidseits des Flusses abgelagerten Auensedimentstreifen in die obere Murr.

## Schutzgebiete
Der Hörschbach liegt zur Gänze im Naturpark Schwäbisch-Fränkischer Wald. Die beiden Oberläufe befinden sich zusätzlich im Landschaftsschutzgebiet Murrhardter Wald. Besonders geschützt sind die Bereiche vom Eintritt in den Wald bei den beiden Sägmühlen bis zum Austritt aus dem Wald bei Murrhardt, die seit 1995 im 46,4 ha großen Naturschutzgebiet Hörschbachschlucht zusammengefasst sind.
Zweck des Naturschutzgebiets ist laut Verordnung „die Erhaltung der Schlucht mit ihren natürlichen geologischen Aufschlüssen und markanten Felsbildungen als wissenschaftlich bemerkenswerte erdgeschichtliche Erscheinung“ sowie die Erhaltung naturnaher Lebensräume in den Keuperklingen und ihres naturnahen Waldbestandes. Tatsächlich leben in der Schlucht nach verschiedenen Zählungen zwischen 130 und 250 Pflanzenarten; die Fauna wird durch Steinkrebse, Bachforellen, Feuersalamander und Wasseramseln bereichert.

## Bilder

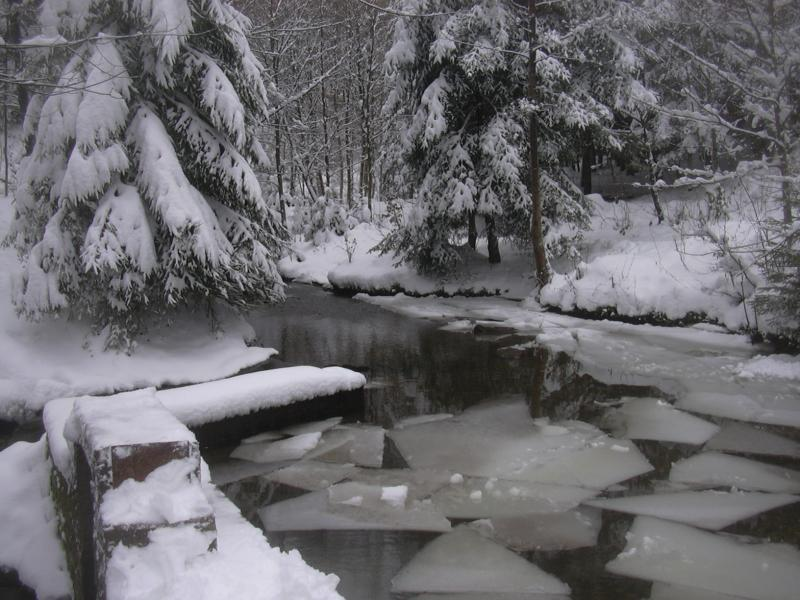
Staubecken
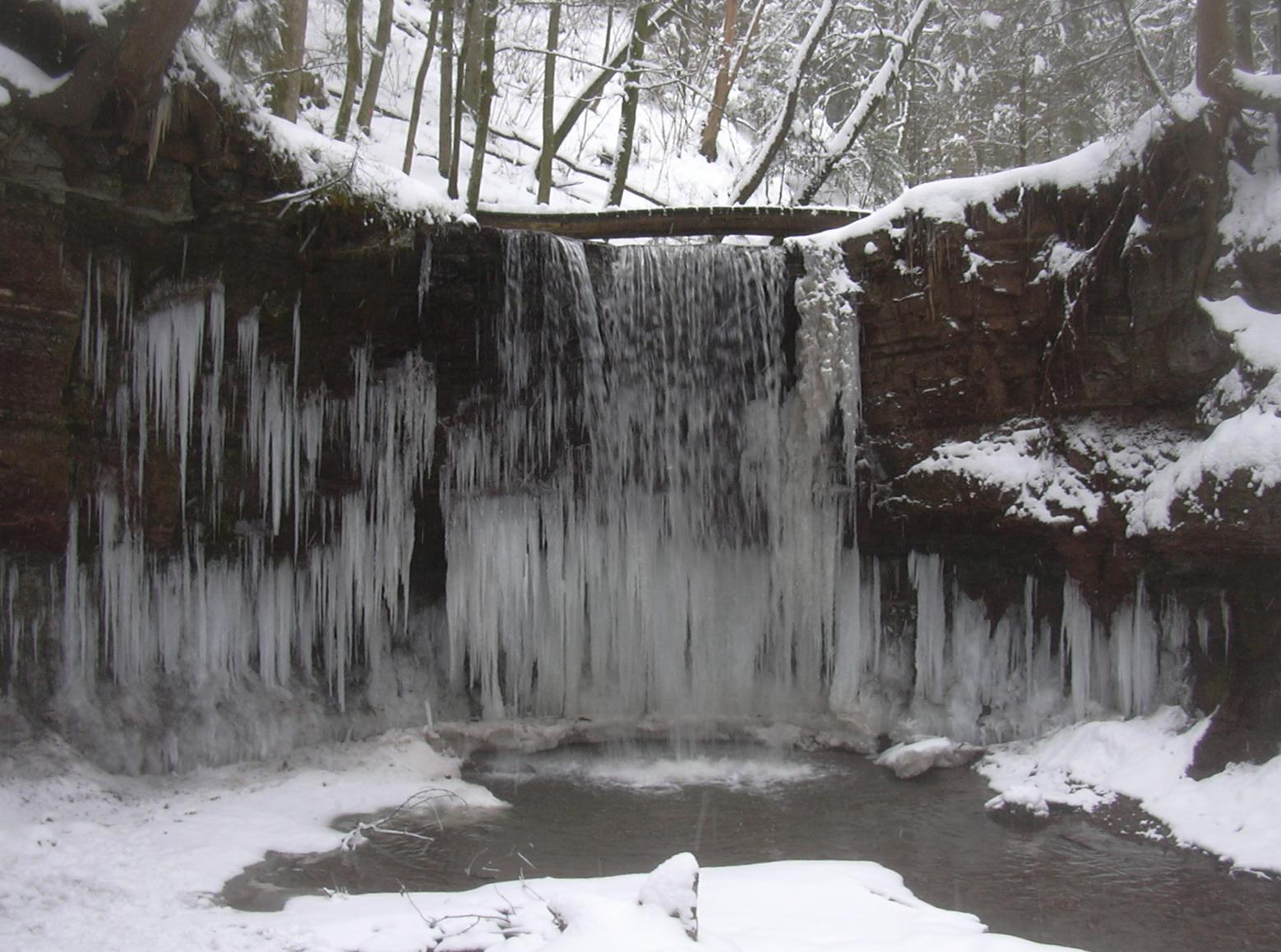
Vorderer Wasserfall
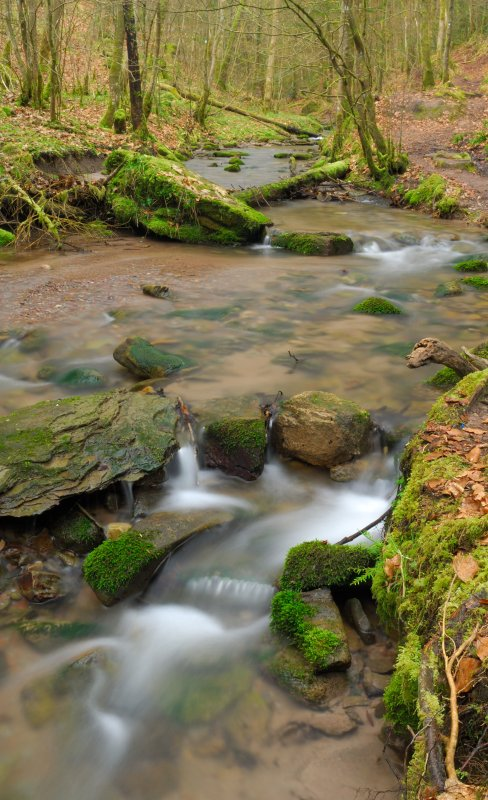
Hörschbach mit Wanderpfad
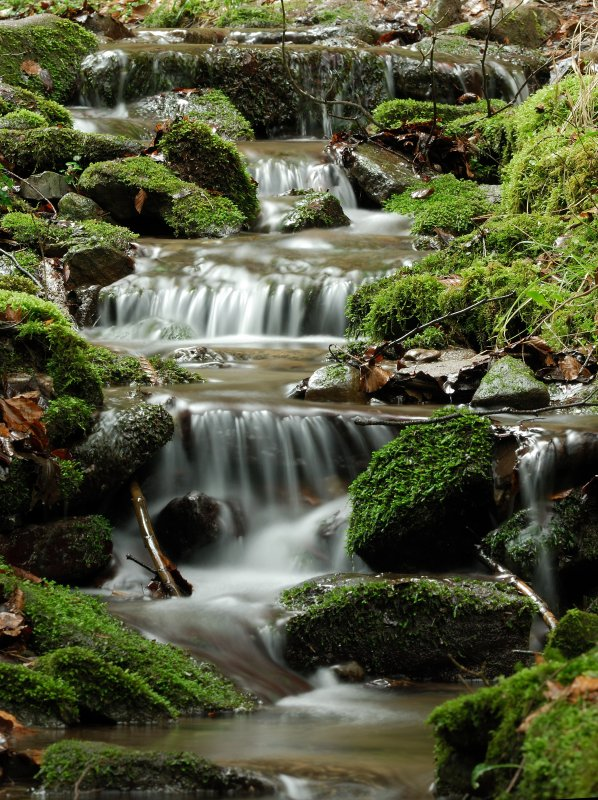
Wassertreppen im Hörschbachtal

### LUBW
Amtliche Online-Gewässerkarte mit passendem Ausschnitt und den hier benutzten Layern: Lauf und Einzugsgebiet des Hörschbachs

Allgemeiner Einstieg ohne Voreinstellungen und Layer: Daten- und Kartendienst der Landesanstalt für Umwelt Baden-Württemberg (LUBW) (Hinweise)
1. 1 2 3 4 5 6 7  Höhe nach dem Höhenlinienbild auf dem Hintergrundlayer Topographische Karte.
2. 1 2 3  Länge nach dem Layer Gewässernetz (AWGN).
3. 1 2  Einzugsgebiet nach dem Layer Basiseinzugsgebiet (AWGN).
4. ↑  Höhe nach schwarzer Beschriftung auf dem Hintergrundlayer Topographische Karte.
5. ↑  Seefläche nach dem Layer Stehende Gewässer.
6. ↑  Einzugsgebiet abgemessen auf dem Hintergrundlayer Topographische Karte.
7. ↑  Name Mähderbach für den oberen rechten Hörschbach-Oberlauf nach den Kartenbeschriftungen auf dem Hintergrundlayer Topographische Karte und nach dem Layer WMS-ATKIS-Digitale-Topographische Karte auf: Geoportal Baden-Württemberg (Hinweise). Die LUBW-eigenen Kartenlayer nennen diese Oberlauf dagegen nur und ausschließlich Langenwaldbach.

### Andere Belege
1. ↑  Modellierte Werte nach Abfluss-BW Gewässerknoten MQ/MNQ
2. 1 2  Geologie grob nach: Mapserver des Landesamtes für Geologie, Rohstoffe und Bergbau (LGRB) (Hinweise)
3. ↑  Hansjörg Dongus: Geographische Landesaufnahme: Die naturräumlichen Einheiten auf Blatt 171 Göppingen. Bundesanstalt für Landeskunde, Bad Godesberg 1961. → Online-Karte (PDF; 4,3 MB)
4. ↑  Geotopsteckbrief des Hinteren Wasserfalls
5. ↑  Geotopsteckbrief des Vorderen Wasserfalls